# Acalyptris maritima
Acalyptris maritima là một loài bướm đêm thuộc họ Nepticulidae. Sải cánh dài 4.5-5.5 mm.
Ấu trùng ăn Limonium vulgare. Chúng ăn lá nơi chúng làm tổ. 